# Gierthmühle
Die Gierthmühle war eine Wassermühle mit einem unterschlächtigen Wasserrad am Gladbach in der Stadt Mönchengladbach.

## Geographie
Die Gierthmühle hatte  ihren Standort an der linken Seite des Gladbachs, am Gierthmühlenweg. Oberhalb hatte die Rohrmühle ihren Standort, unterhalb befand sich die Compesmühle. Das Gelände, auf dem das Mühlengebäude stand, hat eine Höhe von ca. 46 m über NN.

## Gewässer
Der Gladbach, (GEWKZ 28614) der auch Namensgeber der Stadt Mönchengladbach ist, war über Jahrhunderte eine wichtige Lebensader. Er versorgte die Anwohner und insgesamt acht Mühlen mit Wasser und war der Ursprung der aufblühenden Textilindustrie in Mönchengladbach. Der etwa 6,3 km lange Gladbach entsprang in Waldhausen, durchquerte die Stadtteile Pesch und Lürrip und mündete bei Uedding in die Niers. Er ist heute größtenteils verrohrt und fließt ab der Volksbadstraße auf 1.904 m als offenes Gerinne entlang der Bahnstrecke Mönchengladbach–Düsseldorf bis zur Niers. Das Einzugsgebiet des Gewässers beträgt 26,208 km2. Die Pflege und der Unterhalt des Gewässers obliegt der NEW AG.

## Geschichte
Die Gierthmühle hatte ihre erste Erwähnung im Jahre 1519. Der erste urkundlich bekannte Eigentümer war ein gewisser Thewissen, der die Mühle 1674 kaufte. Die Gierthmühle und die unterhalb am Gladbach liegende Compesmühle waren die einzigen Gladbach-Mühlen, die in freier Nutzung waren, das heißt, die nicht dem Konvent gehörten. Lediglich eine Abgabe für die Wassernutzung wurde nach Landesrecht an den Abt entrichtet.
Die Mühle war ursprünglich eine unterschlächtige Getreidemühle, die am linken Ufer des Gladbachs stand. Im Jahre 1850 wurde zusätzlich eine Ölpresse eingebaut. Als schließlich 1902 mit dem Bau der Kläranlage und der Kanalisation des Gladbachs begonnen wurde, kaufte die Stadt die Wasserrechte auf. Der Mühlenbetrieb wurde durch die Umstellung auf Dieselmotor und Elektroantrieb bis 1970 aufrechterhalten. Der Gierthmühlenweg erinnert heute noch an die 1980 niedergelegte Mühle.

## Galerie

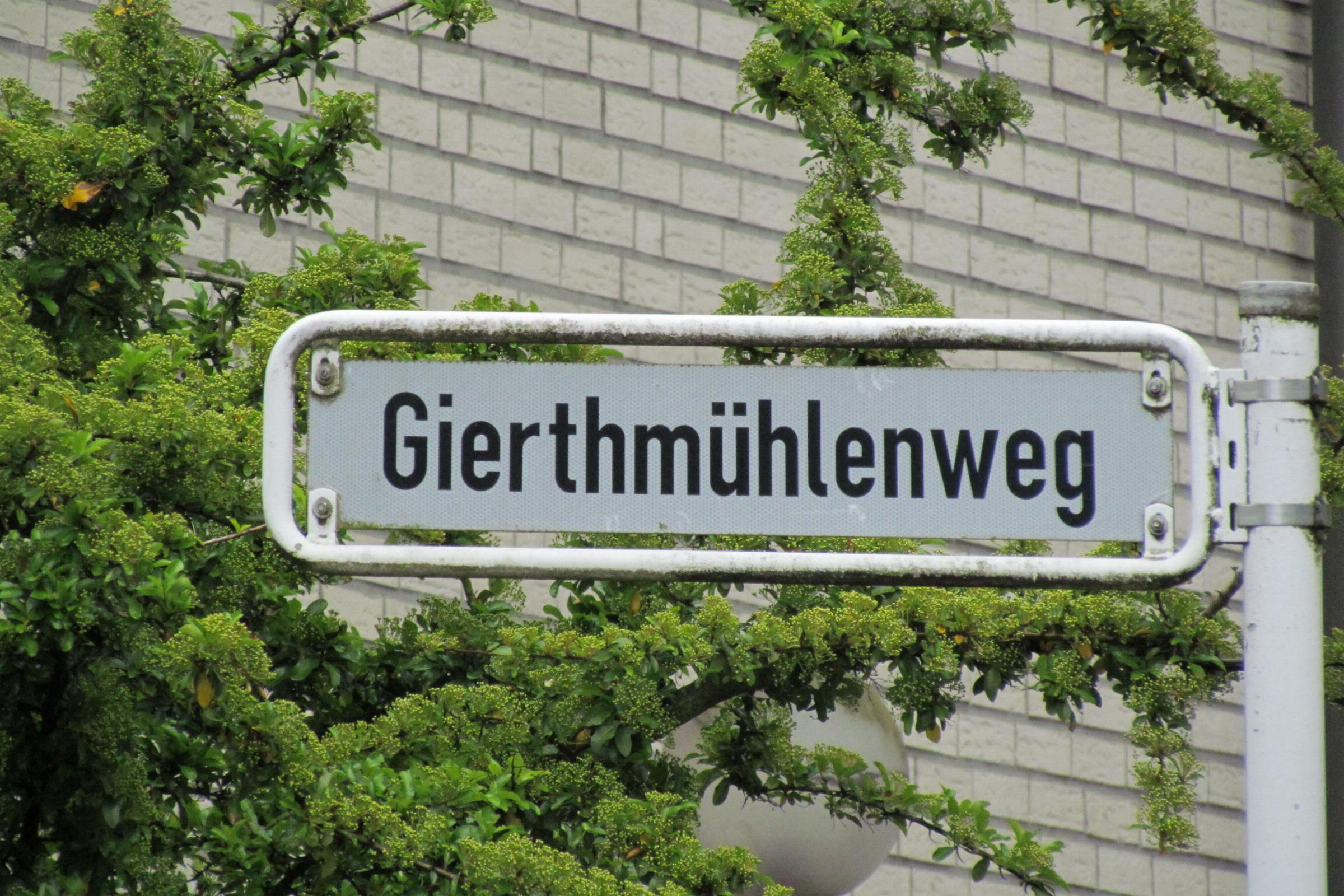
Straßenschild, Gierthmühlenweg
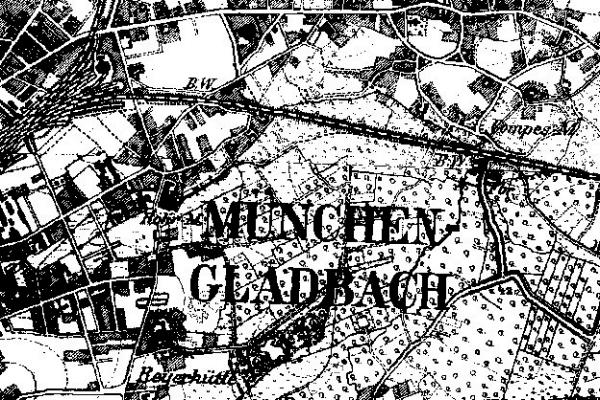
Die Gierthmühle auf der Neuaufnahme 1891–1912
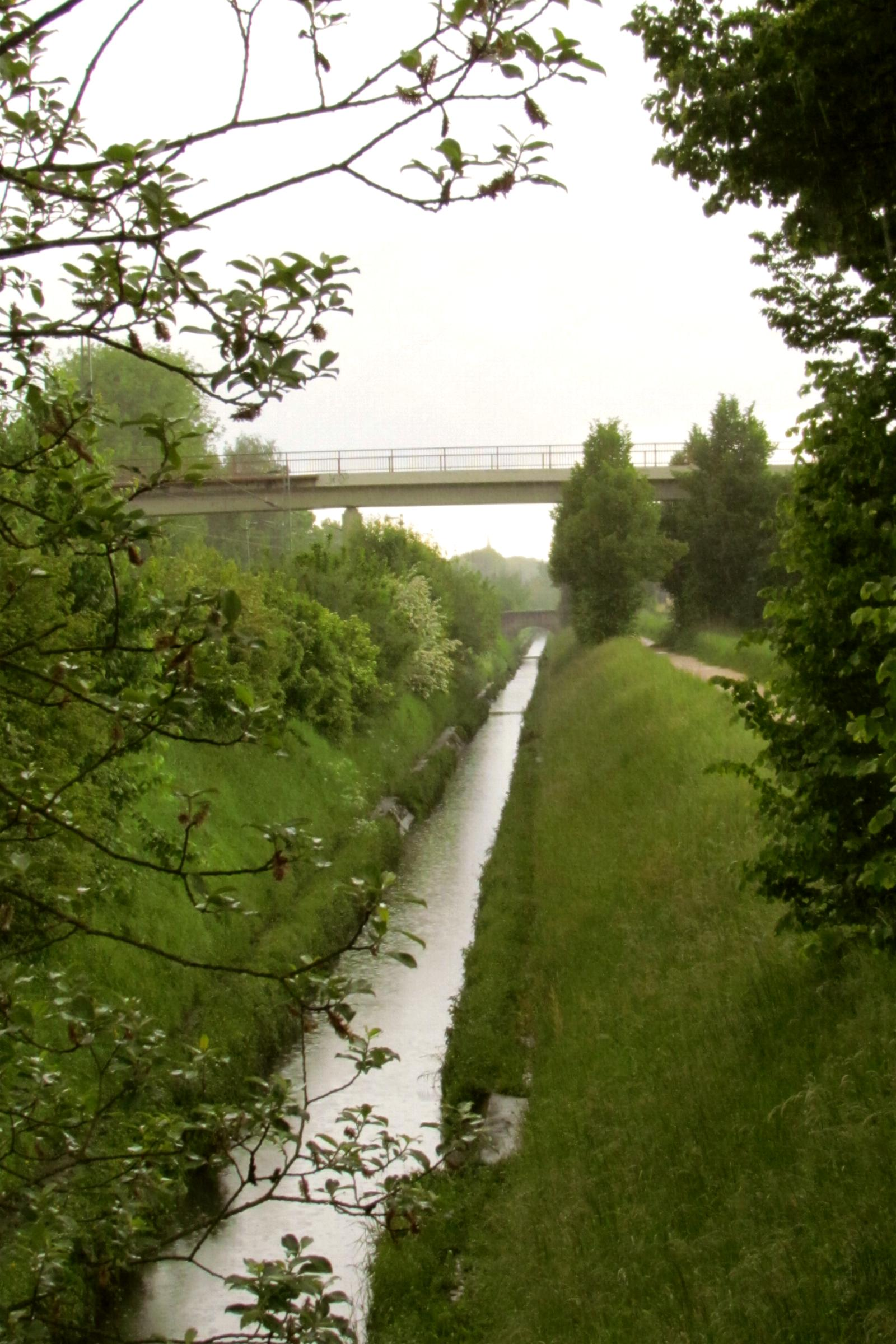
Der Gladbach als offenes Gerinne
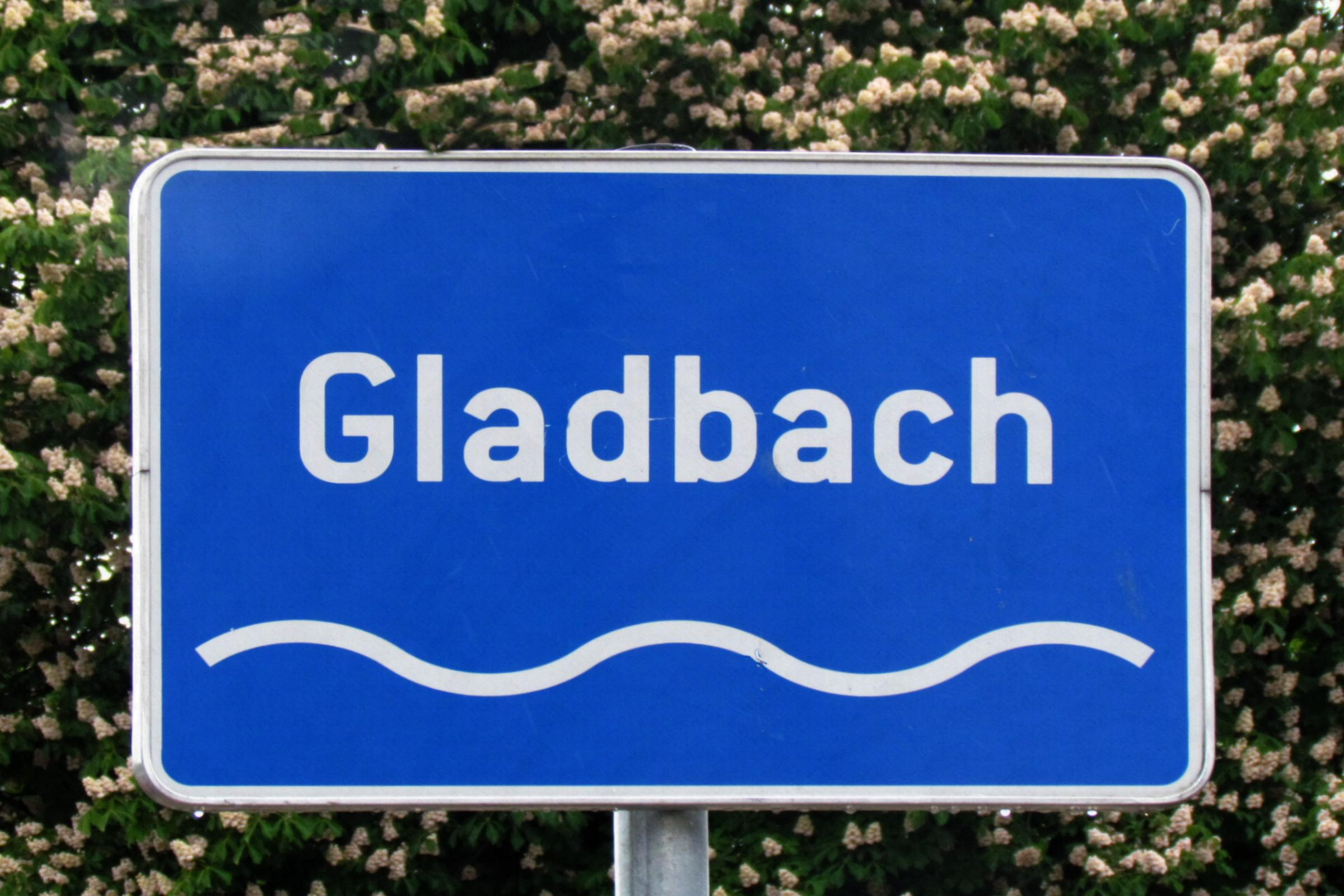
Hinweisschilder zeigen den Kanalverlauf des Gladbachs an
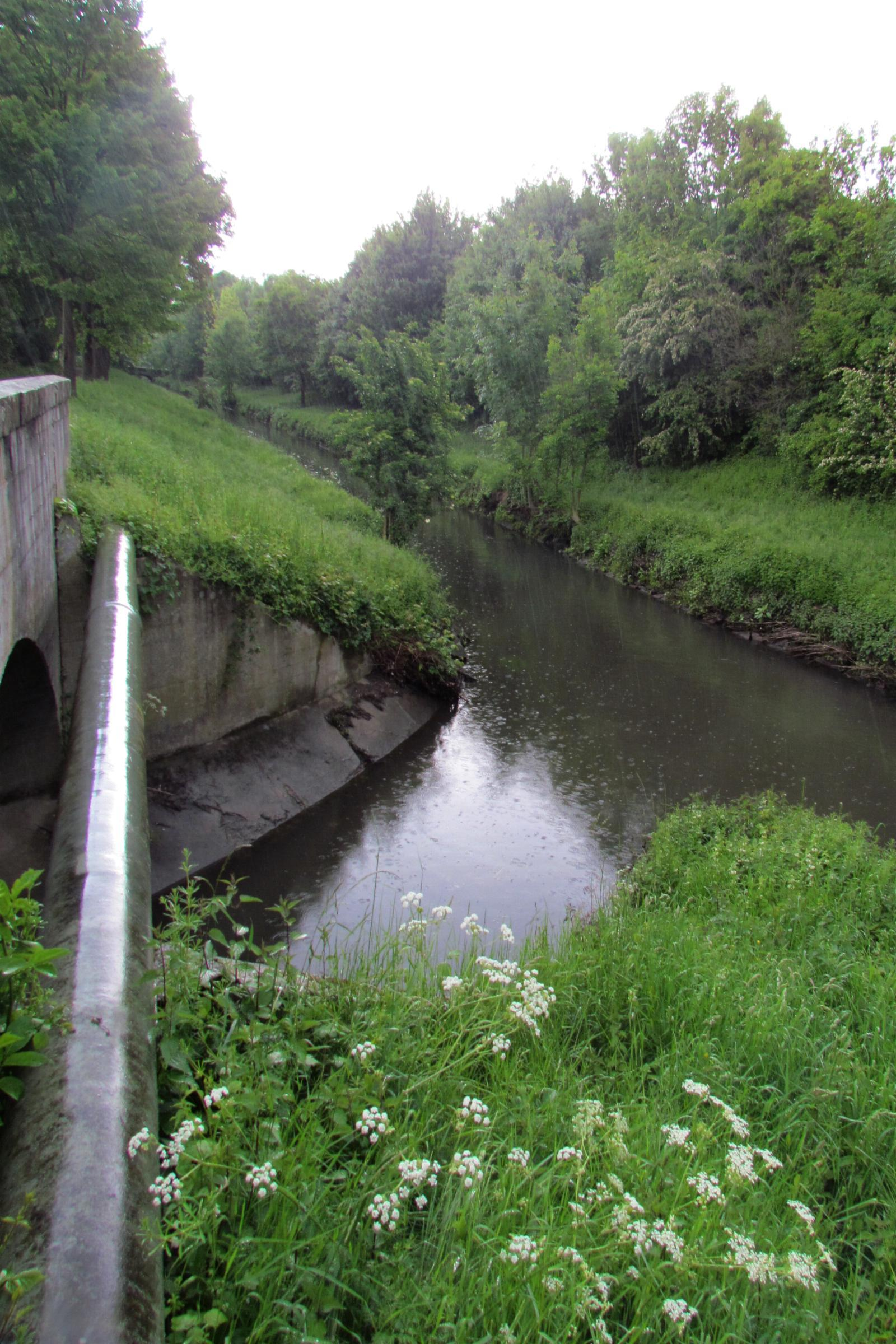
Mündung des Gladbach in die Niers